# Хорн, Джазмея
Джазмея «Джаз» Хорн (англ. Jazzmeia "Jazz" Horn; род. 16 апреля 1991, Даллас, Техас, США), также Джазмейа Хорн, — американская исполнительница джаза. Помимо написания своих песен, Джазмея делает каверы на песни других жанров и исполнителей (к примеру, на песни Стиви Уандера).
В 2015 году она выиграла Международный конкурс джаза Института Телониуса Монка.
Периодическое издание The New York Times сравнило певицу с такими исполнителями джаза, как Бетти Картер, Сара Воан и Нэнси Уилсон.

## Биография
Джазмея родилась и выросла в Далласе, штат Техас. Обучалась в Старшей школе исполнительского и изобразительного искусства Букера Вашингтона.

### Музыкальная карьера
В 2009 году Хорн переехала в Нью-Йорк. Там она вступила в Школу джаза. Почти сразу после приезда Джазмея сформировала своё первое трио.
Осенью 2009 года на WBGO прошёл прямой эфир с участием певицы. Кроме того, она выступала в театре Аполло, клубе Ginny's Supper и др. С тех пор она получала множество похвал от джазовых критиков.
В 2014 году Хорн начала гастролировать по Великобритании, Франции, России, Южной Африке и Австрии.
В 2017 году Джазмея участвовала в Generations in Jazz, вместе с Джеймсом Моррисом, Гордоном Уиклиффом, Гордоном Гудуином и The Cat Empire.
В том же году был выпущен её первый альбом, A Social Call. На сайте JazzWeek он занял первое место среди всех новинок 2017 года.
В 2018 году Джазмея была номинирована на получение премии «Грэмми» за свой первый альбом. 28 января 2018 г. она присутствовала на 60-й церемонии вручения премии.
В 2019 году она выпустила второй альбом, Love & Liberation, и получила вторую номинацию на «Грэмми» в 2020 г. за «лучший вокальный альбом в жанре джаз».

## Дискография
- A Social Call (2017), Prestige Records
- Love & Liberation (2019), Concord Jazz[англ.]